# Atefe Radżabi Sahale
Atefe Radżabi Sahale (pers. عاطفه رجبی سهاله; ur. 21 września 1987, zm. 15 sierpnia 2004 w Nece) – szesnastoletnia Iranka skazana na karę śmierci, m.in. pod zarzutami cudzołóstwa, za odbyty stosunek seksualny ze starszym od niej, żonatym mężczyzną, po tym jak została przez niego wielokrotnie zgwałcona.

## Wczesne dzieciństwo
Dziewczyna spędziła większość swojego dzieciństwa w Nece, mieście przy Morzu Kaspijskim. Kiedy miała pięć lat, jej matka zginęła w wypadku samochodowym. Wkrótce potem jej młodszy brat utonął w rzece. Ojciec był uzależniony od narkotyków, przez co była zmuszona zamieszkać ze swoimi osiemdziesięcioletnimi dziadkami, którymi się opiekowała. 

## Procesy sądowe i wyrok śmierci
Po raz pierwszy dziewczynę aresztowano gdy miała 13 lat. Mniej więcej w podobnym czasie zatrzymano ją jeszcze dwa razy. Za jej każdym pobytem w więzieniu była skazywana na karę stu batów.
Radźabi była wielokrotnie gwałcona przez Ali Darabiego, byłego rewolucyjnego strażnika. Krótko po tym, jak próbowała przeciwstawić się Darbiemu, irańska policja moralności aresztowała dziewczynę na podstawie sfałszowanego dokumentu, według którego miała „demoralizujący wpływ na młode dziewczyny w mieście”. Darabi był wówczas żonaty i miał swoje potomstwo. 
Atefe została skazana na karę śmierci przez powieszenie, ze względu na dokonane przez nią „przestępstwa przeciwko obyczajności”. Wyrok wydał konserwatywny i religijny sędzia Hadżi Rezaji. Po przekazaniu sprawy do Sądu Apelacyjnego, wyrok nie został anulowany. Radżabi została publicznie powieszona na dźwigu w Nece. Wyrok osobiście wykonał jej sędzia. 
Wyrok sądu wskazywał na to, że Atefe miała 22 lata, pomimo tego, że jej certyfikat urodzenia wskazywał na brak ukończonych 18 lat w czasie wykonania kary. 

## Reakcje międzynarodowe
Amnesty International ostro skrytykowało egzekucję dziewczyny, nazywając ten akt zbrodnią przeciwko ludzkości. Według organizacji, naruszony został międzynarodowy pakt praw obywatelskich i politycznych ratyfikowany przez Iran, w którym jest mowa o bezwzględnym zakazie stosowania kary śmierci wobec osób niepełnoletnich.